# Seznam olympijských medailistů v jezdectví – parkurové skákání družstva

## Parkurové skákání- družstva
- Do programu olympijských her zařazena tato disciplína od roku 1912.

| Rok      | Zlato                                                                                 | Stříbro                                                                               | Bronz                                                                                 |
| -------- | ------------------------------------------------------------------------------------- | ------------------------------------------------------------------------------------- | ------------------------------------------------------------------------------------- |
| LOH 1912 | · Švédsko (SWE)                                                                       | · Francie (FRA)                                                                       | · Německo (GER)                                                                       |
| LOH 1920 | · Švédsko (SWE)                                                                       | · Belgie (BEL)                                                                        | · Itálie (ITA)                                                                        |
| LOH 1924 | · Švédsko (SWE)                                                                       | · Švýcarsko (SUI)                                                                     | · Portugalsko (POR)                                                                   |
| LOH 1928 | · Španělsko (ESP)                                                                     | · Polsko (POL)                                                                        | · Švédsko (SWE)                                                                       |
| LOH 1932 | medaile neuděleny - žádné družstvo nedokončilo soutěž s předepsaným počtem tří jezdců | medaile neuděleny - žádné družstvo nedokončilo soutěž s předepsaným počtem tří jezdců | medaile neuděleny - žádné družstvo nedokončilo soutěž s předepsaným počtem tří jezdců |
| LOH 1936 | · Německo (GER)                                                                       | · Nizozemsko (NED)                                                                    | · Portugalsko (POR)                                                                   |
| LOH 1948 | · Mexiko (MEX)                                                                        | · Španělsko (ESP)                                                                     | · Velká Británie (GBR)                                                                |
| LOH 1952 | · Velká Británie (GBR)                                                                | · Chile (CHI)                                                                         | · Spojené státy americké (USA)                                                        |
| LOH 1956 | · Tým sjednoceného Německa (EUA)                                                      | · Itálie (ITA)                                                                        | · Velká Británie (GBR)                                                                |
| LOH 1960 | · Tým sjednoceného Německa (EUA)                                                      | · Spojené státy americké (USA)                                                        | · Itálie (ITA)                                                                        |
| LOH 1964 | · Tým sjednoceného Německa (EUA)                                                      | · Francie (FRA)                                                                       | · Itálie (ITA)                                                                        |
| LOH 1968 | · Kanada (CAN)                                                                        | · Francie (FRA)                                                                       | · Západní Německo (FRG)                                                               |
| LOH 1972 | · Západní Německo (FRG)                                                               | · Spojené státy americké (USA)                                                        | · Itálie (ITA)                                                                        |
| LOH 1976 | · Francie (FRA)                                                                       | · Západní Německo (FRG)                                                               | · Belgie (BEL)                                                                        |
| LOH 1980 | · Sovětský svaz (URS)                                                                 | · Polsko (POL)                                                                        | · Mexiko (MEX)                                                                        |
| LOH 1984 | · Spojené státy americké (USA)                                                        | · Velká Británie (GBR)                                                                | · Západní Německo (FRG)                                                               |
| LOH 1988 | · Západní Německo (FRG)                                                               | · Spojené státy americké (USA)                                                        | · Francie (FRA)                                                                       |
| LOH 1992 | · Nizozemsko (NED)                                                                    | · Rakousko (AUT)                                                                      | · Francie (FRA)                                                                       |
| LOH 1996 | · Německo (GER)                                                                       | · Spojené státy americké (USA)                                                        | · Brazílie (BRA)                                                                      |
| LOH 2000 | · Německo (GER)                                                                       | · Švýcarsko (SUI)                                                                     | · Brazílie (BRA)                                                                      |
| LOH 2004 | · Spojené státy americké (USA)                                                        | · Švédsko (SWE)                                                                       | · Německo (GER)                                                                       |
| LOH 2008 | · Spojené státy americké (USA)                                                        | · Kanada (CAN)                                                                        | · Švýcarsko (SUI)                                                                     |
| LOH 2012 | · Velká Británie (GBR)                                                                | · Nizozemsko (NED)                                                                    | · Saúdská Arábie (KSA)                                                                |
| LOH 2016 | · Francie (FRA)                                                                       | · Spojené státy americké (USA)                                                        | · Německo (GER)                                                                       |
| LOH 2020 | · Švédsko (SWE)                                                                       | · Spojené státy americké (USA)                                                        | · Belgie (BEL)                                                                        |
| LOH 2024 | · Velká Británie (GBR)                                                                | · Spojené státy americké (USA)                                                        | · Francie (FRA)                                                                       |